# ترانزستور التلامس النقطي
ترانزستور نقطة الاتصال (بالإنجليزية: Point-contact transistor)، كان ترانزستور نقطة الاتصال هو النوع الأول من الترانزستور الذي يتم عرضه بنجاح. تم تطويره من قبل علماء البحث جون باردين ووالتر براتين في مختبرات بيل في ديسمبر 1947.  لقد عملوا في مجموعة بقيادة الفيزيائي ويليام شوكلي. كانت المجموعة تعمل معًا على تجارب ونظريات تأثيرات المجال الكهربائي في المواد ذات الحالة الصلبة، بهدف استبدال الأنابيب المفرغة بجهاز أصغر يستهلك طاقة أقل.
تألفت التجربة الحاسمة، التي أجريت في 16 ديسمبر 1947، من كتلة من الجرمانيوم، وهو شبه موصل، مع اثنين من التلامسات الذهبية المتقاربة للغاية التي تم تثبيتها ضدها بواسطة زنبرك. أرفق براتين شريطًا صغيرًا من رقائق الذهب فوق نقطة مثلث بلاستيكي - وهو تكوين هو في الأساس صمام ثنائي نقطة التلامس. ثم قطع الذهب بعناية عند طرف المثلث. أنتج هذا ملامسين ذهبيين معزولين كهربائياً قريبين جدًا من بعضهما البعض.

نموذج مبكر للترانزستور

قطعة الجرمانيوم المستخدمة بها طبقة سطحية بها إلكترونات زائدة. عندما تنتقل إشارة كهربائية عبر الرقاقة الذهبية، فإنها تحقن ثقوبًا (نقاط تفتقر إلى الإلكترونات). أدى هذا إلى تكوين طبقة رقيقة بها ندرة في الإلكترونات.
كان للتيار الموجب الصغير المطبق على أحد الاتصالين تأثير على التيار الذي يتدفق بين جهة الاتصال الأخرى والقاعدة التي تم تركيب كتلة الجرمانيوم عليها. في الواقع، تسبب تغيير طفيف في تيار الاتصال الأول في حدوث تغيير أكبر في تيار الاتصال الثاني؛ وبالتالي كان مكبر للصوت. جهة الاتصال الأولى هي «الباعث» والاتصال الثاني هو «المجمع». محطة إدخال التيار المنخفض في ترانزستور نقطة التلامس هي الباعث، في حين أن محطات التيار العالي الناتج هي القاعدة والمجمع. هذا يختلف عن النوع الأحدث من ترانزستور الوصلة ثنائي القطب الذي تم اختراعه في عام 1951 والذي يعمل كما لا تزال الترانزستورات تعمل، مع طرف إدخال التيار المنخفض كقاعدة ومحطتي خرج تيار عاليين هما الباعث والمجمع.
تم تسويق وبيع ترانزستور نقطة الاتصال من قبل شركة ويسترن إلكتريك وآخرين، ولكن سرعان ما تم استبداله بواسطة ترانزستور الوصلات ثنائي القطب، والذي كان أسهل في التصنيع وأكثر قوة.

## تشكيل
بينما تعمل ترانزستورات التلامس النقطي عادةً بشكل جيد عندما يتم وضع الملامسات المعدنية بالقرب من بلورة قاعدة الجرمانيوم، كان من المرغوب فيه الحصول على أعلى مكاسب α الحالية قدر الإمكان.
للحصول على مكاسب أعلى للتيار α في ترانزستور نقطة التلامس، تم استخدام نبضة موجزة عالية التيار لتعديل خصائص نقطة اتصال المجمع، وهي تقنية تسمى «التشكيل الكهربائي». عادة ما يتم ذلك عن طريق شحن مكثف بقيمة محددة لجهد معين ثم تفريغه بين المجمع والأقطاب الكهربائية الأساسية. كان للتشكيل معدل فشل كبير، لذلك كان لا بد من التخلص من العديد من الترانزستورات التجارية المغلفة. بينما تم فهم تأثيرات التشكيل تجريبيًا، لا يمكن أبدًا دراسة الفيزياء الدقيقة للعملية بشكل كافٍ، وبالتالي لم يتم تطوير أي نظرية واضحة لشرحها أو تقديم إرشادات حول تحسينها.
على عكس أجهزة أشباه الموصلات اللاحقة، كان من الممكن لهواة صنع ترانزستور نقطة تلامس، بدءًا من الصمام الثنائي التلامسي لنقطة الجرمانيوم كمصدر للمواد (حتى يمكن استخدام الصمام الثنائي المحترق؛ ويمكن إعادة الترانزستور) تشكلت في حالة تلفها، عدة مرات إذا لزم الأمر).

## مميزات
تختلف بعض خصائص ترانزستورات نقطة التلامس عن ترانزستور الوصلة اللاحق:
- الكسب الحالي للقاعدة المشتركة (أو α) لترانزستور نقطة التلامس هو حوالي 2 إلى 3، في حين أن α من الترانزستور ثنائي القطب (BJT) لا يمكن أن يتجاوز 1 ولا يمكن أن يتجاوز كسب تيار الباعث المشترك (أو β) لترانزستور نقطة التلامس تتجاوز 1، في حين أن من الترانزستور ثنائي القطب عادة ما تكون بين 20 و 200.
- المقاومة السلبية التفاضلية.
- عند استخدامها في الوضع المشبع في المنطق الرقمي، في بعض تصميمات الدوائر (ولكن ليس كلها) يتم إغلاقها في حالة التشغيل، مما يجعل من الضروري إزالة الطاقة لفترة قصيرة في كل دورة آلة لإعادتها إلى حالة إيقاف التشغيل.

## روابط خارجية
- ترانزستور نقطة الاتصال نسخة محفوظة 25 سبتمبر 2019 على موقع واي باك مشين..
- مقالة PBS.